# Răzvan Cociș
Răzvan Cociș (Cluj-Napoca, 19 februari 1983) is een Roemeens voetballer die bij voorkeur als middenvelder speelt. Hij verruilde in juli 2014 Hoverla Oezjhorod voor Chicago Fire.

## Clubcarrière
Cocișs loopbaan als aanvallende middenvelder begon in 2001 bij U Cluj. In 2004 ging hij naar FC Sheriff Tiraspol en van 2007 tot januari 2010 kwam hij uit voor Lokomotiv Moskou. Na een korte passage bij Politehnica Timișoara belandde hij in Saudi-Arabië, waar hij zich in de zomer van 2010 voor het eerst meldde bij Al-Nassr Ryad. Op 25 februari werd hij verhuurd aan Karpaty Lviv. Na periodes bij het Russische FK Rostov en het Oekraïense Hoverla Oezjhorod tekende hij op 14 juli 2014 bij het Amerikaanse Chicago Fire.

## Interlandcarrière
Cociș speelde sinds 2005 in totaal 50 keer voor Roemenië waarin hij tweemaal scoorde. Hij maakte hij uit van de Roemeense selectie voor Euro 2008. Hij maakte zijn debuut voor de nationale ploeg op 17 augustus 2005 in de wedstrijd tegen Andorra (2-0).
| Interlanddoelpunten | Interlanddoelpunten | Interlanddoelpunten | Interlanddoelpunten | Interlanddoelpunten | Interlanddoelpunten | Interlanddoelpunten | Interlanddoelpunten |
| №                   | Datum               | Locatie             | Wedstrijd           | Goal(s)             | Score               | Uitslag             | Competitie          |
| ------------------- | ------------------- | ------------------- | ------------------- | ------------------- | ------------------- | ------------------- | ------------------- |
| 1                   | 28.02.2006          | Nicosia             | Roemenië – Armenië  | Goal                | 2 – 0               | 2 – 0               | Oefeninterland      |
| 2                   | 10.09.2008          | Tórshavn            | Faeröer – Roemenië  | Goal                | 0 – 1               | 0 – 1               | WK-kwalificatie     |